# Megaoryzomys curioi
Megaoryzomys curioi é uma espécie de roedor extinto endêmico da ilha de Santa Cruz, Ilhas Galápagos. É conhecido de material subfóssil do Holoceno e de fósseis do final do Quaternário.